# 新党日本
新党日本（しんとうにっぽん、英語: New Party Nippon）は、かつて存在した日本の政党。略称は日本、NPN。

## 概要
当初は、長野県知事であった田中康夫が、それまでは珍しかった地域政党という形態で結党し、その原型を作った。これは、新党大地や減税日本あるいは大阪維新からはじまった日本維新の会などを生み出すに至った先駆的な取り組みであった。大阪維新と日本維新の会が別団体であるように、田中康夫が国政に進出するために全国区の国政政党として、新党日本は旗揚げされることになる。これは、党代表としての当時の田中康夫人気にあやかることで、内閣総理大臣（自由民主党総裁）小泉純一郎が進める郵政民営化法案の反対者が、党から非公認になり、また対立候補が落下傘で建てられることに危機感を受けた議員が野合的に集まった状況ともいえるが、概ねイデオロギー（左右はともかく、政策としての基本理念）は共有されていたが、ここに至る調整は当時の新聞を参照すべきであり、いわば「右派」「左派」連合政党の草分け的な存在でもあったことから、結党は持つれこみ、結果、2005年8月21日に東京都千代田区のパレスホテルで立党記者会見に至った。
当初の政党名は日本、略称は新党日本であったが、総務省より「略称の方が長いのはおかしい」と忠言を受けたため、2005年8月27日に政党名を新党日本、略称を日本にそれぞれ変更した。かつて存在した日本新党（1992年に細川護熙によって結党された政党）は、名称こそ類似しているものの全く関連性は無い。
特定の支持組織や関連団体等はなく、支持層は党代表の田中康夫個人に対する支持者が中心であった。党員を一般募集してはいないが、党友的立場である「サポーター」は、入会手続きをすると、関連団体である「チーム・ニッポン」の会員に位置付けられた。同時期に結党された国民新党とは亀井静香や下地幹郎など田中と親交の深い議員も多く、一時統一会派を組んでいた時期もあった。当時毎週水曜日に開かれていた国民新党議員総会には代表である田中も出席し、総会終了後の記者会見は同党代表の亀井と共同で行っていた。しかし亀井が同党を離党した2012年4月に統一会派を解消した。なお党のヘッドオフィスは東京都千代田区平河町に置き、田中代表の選挙区である兵庫県尼崎市（兵庫8区）には「新党日本 尼崎支部」を置いていた。なお、田中康夫は兵庫8区で公明党の重鎮で、不戦敗と言われていた冬柴幹事長を破っている。田中は、自身が政治活動をはじめた契機として「阪神淡路大震災」をあげ、著作「神戸震災日記」などで細かく書いているが、行政への不信、中央への不信、マスコミへの不信などを目の当たりにしながら、田中は原付スクーターに乗って、民間企業から提供を受けた下着や化粧品などを届けて話しを聞き、ときにマスメディア人として無遠慮な報道機関との仲介に入るなどして、行政や政治といった既存権力への不信が長野県知事という政治の道を歩ませたとされるが、兵庫8区は、この「阪神淡路大震災」時代に、田中が原付でボランティアに走りまわっていた尼崎市が基盤であった。
2009年9月から2011年4月までは田中と親交の深い鳩山由紀夫が首相在任当時には民主党と、鳩山が退陣した菅直人・野田佳彦両内閣においては国民新党と統一会派をそれぞれ組む形で与党会派に所属していたが、民主党と連立合意は行っていない。田中の思想から、「政権」をとることよりも、「カウンターパート」としての監視役、あるいは発案役として、ヨーロッパ的な政治によくある第三政党を目指したことから、閣外協力すら合意しなかった。これは、田中の言論や思想に極めて呼応しているといえる。このため、鳩山内閣当時も民主党が提出もしくは賛成した法案に反対や棄権の立場を取ることもあるなど独自路線を貫き、「第三勢力」としての「監視役」または「カウンターパート」というジャーナリスト出身者ならではの着眼点を政党に応用したといえる。2012年4月以降は国民新党との統一会派も再解消した。
2010年4月に結成された「たちあがれ日本」は、略称を新党日本と同じ「日本」で届け出た。略称が同じではいけないという規則はないため、総務省は受理したが、田中は不快感を示した。ただし同年6月、新党日本は第22回参議院議員通常選挙に候補者を擁立せず、国民新党公認の西村修を支援する意向を表明したため、参院選では略称の重複は避けられた。
政党助成法の政党要件を2007年の第21回参議院議員通常選挙で満たしているため、国会議員がいる限り2013年までは政党助成金が受け取れたが、第46回衆議院議員総選挙で唯一の候補である田中康夫が落選、政党要件を失った。第47回衆議院議員総選挙では候補者を擁立せず、2015年1月31日に解党した。

## 政策
「おかしいことは言おう」をスローガンに、長野県知事時代に行った「記者クラブ廃止」を打ち出し、マスコミなどを含む、あらゆる既得権益に切り込むことを政策とした。
「田中康夫の地べた八策」として、脱原発、反TPP、ベーシックインカムの導入、脱ダム宣言、自衛隊を世界緊急救助部隊に改組する、また、いつのまにか自民党が採用した、旧郵貯の数億円におよぶ引き出し予定のない（100年以上前や凍結講座）などの利用を最初に提唱した。実際には、田中主導で考えられたと思われる新党日本の多くの社会還元的な（予算の確保や既得権益を断つことでサービスの質を下げずに費用を下げたり、時代にあわせた職種に変化することが必要とした職業訓練への助成政策など）かなり多くが、民主党政権や自民党政権で、田中と新党日本を完全に無視した形で、成案、実施されてきている。

### ベーシックインカム
ベーシックインカムの導入をマニフェストに記載している点が、新党日本の政策の大きな特徴である。
乳幼児から高齢者まで全ての個人に無条件で、1人月額5万円のベーシックインカムを支給するとマニフェストのシミュレーションに記されており、田中康夫代表も同様の発言をしている。
衆議院予算委員会で鳩山総理大臣にベーシックインカムの検討を求めたり、新党日本の公式サイトでベーシックインカムの特集ページを作成するなど、ベーシックインカムに最も積極的な政党である。
　ただし、北欧で検討されたベーシックインカムが、社会保障費を減らすための政策に位置付けられ、たとえば、国民は均等に基礎保証の額を貰うが、逆に介護や医療や雇用保険を一切なくし、消費税と同様に障害者や病気疾患や難病者などの社会的弱者への負担が大きくなるのに対して、新党日本のベーシックインカムは「国民基礎所得」といった考え方に近く、世界的な経済学用語としての、社会保障と福祉を切り捨てることを前提にしたものではなかった。
しかし、ベーシンインカムという新しい言葉はいまだ周知されていない。新党日本の「社会保障拡大」策だが、維新の会などの同語は「社会保障費の削減」を目的にしていて、正反対のものになっている。
マニフェストでは次のように記されている。

## 党史

### 結党
郵政三事業民営化関連法案が参議院で否決されると、第2次小泉改造内閣はこれを理由に衆議院を解散し、反対した自由民主党衆議院議員は第44回衆議院議員総選挙で公認しないと発表。対立候補（いわゆる「刺客」）を急ピッチで擁立した。自由民主党の公認を受けられず離党した議員と長野県知事（当時）・田中康夫により、新党日本が結成された。設立時の国会議員は滝実、青山丘、小林興起、荒井広幸の4人だった。1994年に政党助成法が成立し、政党交付金に関する政党要件が規定されて以降、政党要件を満たす政党としては都道府県知事が代表に就任するのは初めてである。
初代代表には田中が就任するが、総選挙には出馬せず長野県知事のまま代表を務めることになった。しかし、当初国会議員は4人しかいなかったため、国会議員5人以上を必要とする公職選挙法の政党の要件を満たせず、政治団体としての発足であった。その後、新党日本を友好的に捉えていた国民新党側の配慮によって、参議院議員・長谷川憲正の同党からの移籍を受け入れ（同年9月12日に国民新党へ復党）て、8月23日に公職選挙法の政党要件である国会議員5人以上の要件を満たす事となった。
この行為は、他政党やマスメディアから「選挙互助会」と批判されたが、田中は8月27日付の『毎日新聞』朝刊で「靖国神社参拝や国家観で隔たりのある自民党と公明党」の連立や、「さまざまな考えの方が政権を獲得するという一点だけで集まっている民主党」も「選挙互助会」だと反論した。
この背景には、政党と政治団体では公職選挙法に認められた選挙運動の範囲に選挙ポスター枚数、政見放送や重複立候補の有無など、大きな差がある実情がある。政党にしないと選挙運動の制限が厳しくなり、極めて不利になるという理由が大きな要素を占めていた。ただ、新党日本はほぼ同じ目的で結成された国民新党と異なり、都市型政党を目指していた。
また、急に政党が結成されたため、群馬県選挙管理委員会の2005年衆院選の選挙標語「ニッポン ファイト!　未来を 支えるこの一票」が「新党日本」への応援と誤解されないために、投票啓発用のチラシ12万枚などが配布中止となる事態も発生した。

### 第44回衆議院議員総選挙（2005年）・国民新党との連携
第44回衆議院議員総選挙では、国民新党と比例ブロックで重ならないように、東京・北関東・南関東・近畿・東海ブロックのみに候補を擁立し、当該比例ブロックでの反郵政民営化勢力の受け皿となった（しかし、国民新党側に不満はあった）。総選挙では近畿ブロックで滝実が当選したのみで、所属する国会議員は滝と荒井の2人となったが、総選挙において有効投票総数の2%以上の得票があったため、国会議員が1人でもいれば次回衆院選まで政党要件を満たすこととなった（長谷川憲正の国民新党への復党はこの理由による）。国会内では、国民新党と統一会派（院内会派）を組んだ。
総選挙後は、同じ立場にある国民新党と異なり、離党者が相次いだ。まず、2006年5月に党副代表・青山丘と宮本一三が離党し、国民新党へ移籍。また同年10月31日には、代表代行であった小林興起が離党し、11月1日に国民新党に入党した。

### 代表田中康夫の長野県知事選挙落選
2006年8月には、長野県知事選挙で党代表であり現職知事であった田中が3選を目指して立候補。田中は新党日本の公認ではなく、無所属候補として出馬した。しかし、知事選挙では「反田中」票の結集に成功した村井仁に敗れ、落選した。党の存続を危惧する見方もあったが、今後も現体制で党活動を継続する方針を示した。

### 国民新党との決裂
2006年9月、参議院の首班指名選挙において、幹事長の荒井広幸が国民新党の綿貫民輔代表に投票せず、10年来の親友であった自民党総裁・安倍晋三に投票した（衆議院の首班指名選挙では新党日本議員の滝実が綿貫に投票している）。新党日本は首班指名選挙については自主投票としていたが、この行動に国民新党側が強く反発し、荒井への厳正処分を要求した。田中が荒井を処分しない方針をとったため、10月2日に国民新党は新党日本との統一会派を解消すると発表した。

### 党分裂・第21回参議院議員通常選挙（2007年）・民主党との統一会派結成
第21回参議院議員通常選挙には、代表の田中及び副代表に就任したジャーナリスト・有田芳生らを比例区から擁立したが、7月5日に荒井及び滝が選挙公約の憲法部分に関して「事前に党としての協議が一切ないまま発表されたものであり、受け入れられない」と主張し、田中に対して解党を要求した。田中がこれを拒否したため、荒井及び滝は離党し無所属で活動する方針を表明。このため、所属国会議員がゼロとなったが、前回総選挙において政党要件を満たしているためマスコミの討論会にも呼ばれるなど、国会議員が存在しないにもかかわらず「政党」として扱われる珍しい事態となった。
滝と荒井の離党によって国会議員がいなくなり、政党交付金の受給資格を喪失する逆風の中、政治団体なら参議院比例区に候補者を立てるには選挙区と合わせて計10名以上を擁立しなければならない所を、新党日本は2005年総選挙で政党要件を満たしているため、候補者が10名未満でも比例名簿の提出が可能であった（実際に擁立したのは比例区3名のみ）。開票の結果、国民新党を上回る得票数を得て田中が初当選した。これに伴い、所属国会議員が1名となり再び政党交付金が受け取れるようになった。また、比例区での政治資金規正法上の政党要件である有効投票総数の2%以上を満たす3.01%の得票率を獲得した。
選挙後、民主党代表・小沢一郎が田中に対して参議院での統一会派結成を打診。田中はこれを受諾し、統一会派「民主党・新緑風会・日本」を結成した。同会派には10月23日より国民新党も加わり、2008年の第169通常国会より「民主党・新緑風会・国民新・日本」に名称を変更した。

### 第45回衆議院議員総選挙（2009年）
2008年8月、副代表・有田が第45回衆議院議員総選挙に東京9区から立候補することを明らかにしたが、同年9月、民主党からの選挙協力の申し入れを受け、「国民中心、生活中心の日本を作る」という大義のため、民主党の推薦を受け立候補する選挙区を東京11区に変更することを発表した。
衆議院が解散された2009年7月21日、代表・田中が兵庫8区より立候補することが決定した。有田と同様、民主党の推薦を受けた。有田が比例東京ブロックで、田中が比例近畿ブロックで重複立候補するほか、北関東、南関東、北陸信越及び東海の各ブロックで比例単独1位を各1名、東京及び近畿で比例単独2位を各1名の計6名擁立した。
田中が衆院選に立候補したため、公示日の8月18日付で参院議員は自動失職となり、第21回参議院議員通常選挙の比例区で次点の有田が繰り上げ当選の対象者となったが、有田は繰り上げ当選を辞退し、東京11区での選挙活動を継続した。8月30日に再び中央選挙管理会が開かれ、次々点の平山誠が繰り上げ当選する。開票の結果、田中が小選挙区で公明党の冬柴鐵三を破り当選したが、有田及び比例区単独での立候補者は全員落選。比例代表における得票率は0.7%と前回総選挙を下回った。
なお、国民新党も代表の綿貫民輔が当選を果たせず、代わって亀井静香が代表に就任した。新党日本と国民新党は同じ比例ブロックに候補者を擁立するなど、過去の確執から選挙協力が行われていなかったが、亀井の代表就任で再び距離を縮めることとなった。

### 衆参両院での民主党との統一会派結成
第172特別国会以降は、参議院では引き続き統一会派「民主党・新緑風会・国民新・日本」を維持すると共に、衆議院では民主党、新党大地及び一部無所属議員（無所属クラブ）との統一会派「民主党・無所属クラブ」を新たに構成している。一方、2009年11月19日、副代表の有田が離党届を提出し、民主党へ移籍した。
2010年2月に、「所属国会議員は田中康夫代表1人」と発表し、平山が新党日本を離党していたことが判明している。ただし、平山はこの時点で参議院会派「民主党・新緑風会・国民新・日本」には所属していた。

### 衆議院での国民新党との統一会派再結成
2010年5月に普天間基地移設問題を巡って社会民主党が連立与党を離脱したことを受け、6月4日に鳩山首相が責任を取って辞任。菅直人が後任の首相となった。菅内閣が発足した6月8日、かねてから国民新党代表・亀井静香が民国連立政権における発信力維持を目的として、田中に呼び掛けていた国民新党と新党日本の統一会派結成に応じて民主党・無所属クラブを離脱し、4年ぶりとなる国民新党との統一会派「国民新党・新党日本」を結成。また、第22回参議院議員通常選挙で新党日本は候補者を擁立せず、国民新党を支援することで合意した。
2011年3月11日の東北地方太平洋沖地震（東日本大震災）発生時には統一会派を組む国民新党と共同で「東北地方太平洋沖地震対策本部」を設置して震災対策にあたり、政府に対して災害対策の提言活動も行っている。また、物資面の被災地支援も国民新党と協力して行っているほか党独自に募金活動を行った。震災後間もなく行われた第17回統一地方選挙は党の公認候補者を擁立しなかったが、国民新党の候補を支援した。
田中は菅内閣の震災後の対応については批判したものの、倒閣運動（菅おろし）に対しては否定的な態度をとり、6月2日に否決された菅内閣への内閣不信任決議案には反対票を投じた。
新党日本は、財政再建のための増税は震災後苦境にある日本経済と国民生活に悪影響を与えるとして「増税なき震災復興」を統一会派を組む国民新党とともに唱えている。田中代表は民主党、自民党、みんなの党、国民新党の反増税路線を主張する議員らが8月31日に旗揚げした「東日本大震災の復興財源を手当てするための増税に反対する議員連盟」に参加した。

### 国民新党との統一会派再解消
野田内閣の消費税引き上げ法案への対応をめぐる国民新党の内部対立で、同党代表を解任された亀井静香が2012年4月6日に離党。新党日本は亀井と「日本再興に向けての理念を共有する」として連携していたため、同日をもって国民新党との統一会派を解消した。そのため、正式な野党勢力となった。

### 第46回衆議院議員総選挙
野田佳彦が衆議院を解散し、施行されることになった第46回衆議院議員総選挙に対しては、代表である田中が兵庫8区から出馬した。
新党日本は国会議員5人以上いないが、前々回の参院選で得票率2%を上回っているため、国会議員が1人以上いれば2013年まで政党助成法における政党要件は満たすことになるが、国会議員5人以上いない中で前回衆院選及び前回参院選で得票率2％を上回っていないため、2012年衆院選では公職選挙法上の政党の要件は満たしておらず、比例区擁立には定数の10分の2以上の候補者が必要であることや、政見放送や比例重複立候補ができないなどの制限の中で選挙に臨むことになった。選挙の結果、唯一の候補である田中が落選したため、参議院も含めて所属国会議員がゼロとなり、政党助成法上の政党でなくなったことで助成金受給資格を失った。

### 解党
2012年12月28日、田中康夫代表が動画投稿サイトのYouTubeに今後の方針を表明する動画メッセージを投稿した。その中で「私は 守るべき人を間違えない。」「あなたから 尊敬される国にする。」という政党時代の理念を継承し実行していくため、今後も政治団体として活動を続けるという表明を行った。2013年7月21日付で政治資金規正法の政党要件からも外れ、同法上でも政党ではなくなった。
結局その後の選挙にも候補者を擁立せず、2015年1月31日に政治団体としても解散した。

## 地方選挙への対応
新党日本は2006年8月の長野県知事選挙以外、地方選挙に事実上参加しなかった。2006年に行われた香川県知事選・福島県知事選・沖縄県知事選では党推薦・支持を出したものの、党としての実質的な活動はなかった。2007年4月の統一地方選挙においては、田中が東京都知事選挙や北海道夕張市長選挙への立候補を示唆していたものの結局見送った。また総務会長・滝実の元秘書である山田昌彦が奈良県議会議員選挙に生駒郡選挙区から無所属で立候補し、滝が個人的に応援を行ったが落選。しかし党としての活動はなく、公認候補の擁立や他党候補及び無所属候補の推薦・支持は行わなかった。
生駒市長選や福島県知事選などでは自民・公明両党と同一候補を共同推薦しており、全体として他党より自公両党との協調路線が目立つ傾向にあった。しかし、2008年の狛江市長選挙や2009年の千葉県知事選挙以降は、民主党系候補を推薦する機会が増加した。滝・荒井の離党後は田中の個人政党の色彩が強くなっており、地方組織が政党組織としては極めて小さく、地方議員もいないため、地方選挙への対応も党代表の田中がそれぞれ態度を表明する程度に留まり、組織的運動はほとんど行っていない。しかし2010年の沖縄県知事選挙においては民主党が候補擁立も推薦も行わない中、革新系の伊波洋一候補を推薦した（落選）。また、2011年に行われた世田谷区長選挙では、民主党候補とは別の保坂展人を国民新党・社民党とともに推薦した（当選）。

## 役職

### 歴代新党日本代表一覧
| 代 | 代表 | 代表     | 期 | 就任日        | 退任日        |
| -- | ---- | -------- | -- | ------------- | ------------- |
| 1  |      | 田中康夫 | 1  | 2005年8月21日 | 2015年1月31日 |

### 歴代の役員表
| 代表     | 代表代行 | 副代表   | 副代表   | 幹事長   | 総務会長 | 総務局長 | 就任年月   |
| -------- | -------- | -------- | -------- | -------- | -------- | -------- | ---------- |
| 田中康夫 | 小林興起 | 青山丘   | 滝実     | 荒井広幸 |          | 平山誠   | 2005年8月  |
| 田中康夫 | 小林興起 | 青山丘   | 宮本一三 | 荒井広幸 | 滝実     | 平山誠   | 2005年10月 |
| 田中康夫 | 小林興起 | （空席） | （空席） | 荒井広幸 | 滝実     | 平山誠   | 2006年5月  |
| 田中康夫 | （空席） | （空席） | （空席） | 荒井広幸 | 滝実     | 平山誠   | 2006年10月 |
| 田中康夫 | （空席） | 有田芳生 | 有田芳生 | （空席） | （空席） | 平山誠   | 2007年7月  |
| 田中康夫 | （空席） | 有田芳生 | 有田芳生 | （空席） | （空席） | （空席） | 2009年6月  |
| 田中康夫 | （空席） | （空席） | （空席） | （空席） | （空席） | （空席） | 2009年11月 |

## 政党交付金
| 年                 | 金額            |
| ------------------ | --------------- |
| 2005年（平成17年） | 4003万0000円    |
| 2006年（平成18年） | 1億6000万円     |
| 2007年（平成19年） | 1億7863万9037円 |
| 2008年（平成20年） | 2億0388万9000円 |
| 2009年（平成21年） | 1億8119万9050円 |
| 2010年（平成22年） | 1億3565万7000円 |
| 2011年（平成23年） | 1億3574万8000円 |
| 2012年（平成24年） | 1億3602万2000円 |

## 党勢の推移

### 衆議院
| 選挙         | 当選/候補者 | 定数 | 得票数（得票率） | 得票数（得票率）   | 備考                |
| 選挙         | 当選/候補者 | 定数 | 選挙区           | 比例代表           | 備考                |
| ------------ | ----------- | ---- | ---------------- | ------------------ | ------------------- |
| （結党時）   | 3/-         | 480  |                  |                    | 正式には0。下記参照 |
| 第44回総選挙 | 1/8         | 480  | 137,172（0.20%） | 1,643,506（2.42%） |                     |
| 第45回総選挙 | 1/8         | 480  | 220,223（0.31%） | 528,171（0.75%）   |                     |
| 第46回総選挙 | 0/1         | 480  | 62,697（0.1%）   | -                  |                     |

### 参議院
| 選挙           | 当選/候補者 | 非改選 | 定数 | 得票数（得票率） | 得票数（得票率）   | 備考 |
| 選挙           | 当選/候補者 | 非改選 | 定数 | 選挙区           | 比例代表           | 備考 |
| -------------- | ----------- | ------ | ---- | ---------------- | ------------------ | ---- |
| （結党時）     | 1/-         |        | 242  |                  |                    |      |
| 第21回通常選挙 | 1/3         |        | 242  | -                | 1,770,707（3.01%） |      |

- 当選者に追加公認は含まず。追加公認には会派に加わった無所属を含む。
- 新党日本結党は衆議院解散後なので、形式的には結党時の所属衆議院議員は0。ここでは、解散時に議員で、結党に参加した人数を議席数とした。
- 追加公認は選挙直後の国会召集日の会派所属者数から判断した[41][42]。

### 政党収入額
- 2012年 - 1億4,542万円